# Bob Marley & The Wailers
Bob Marley & The Wailers fue una banda de reggae y ska creada por Bob Marley en 1974, después de que Peter Tosh y Bunny Wailer dejaran la anterior banda, The Wailers. Los hermanos Carlton (batería) y Aston "Family Man" Barrett (bajo) -quien había participado durante cuatro años en The Wailers y los apoyaron cuando estaban en The Upsetters- decidieron permanecer con Marley.
La banda estaba formada por Bob Marley como guitarrista, compositor y cantante, la Wailers Band como banda corista y los I Threes como coristas vocales. La Wailers Band incluía a los hermanos Carlton y Aston "Family Man" Barrett en la batería y el bajo respectivamente, Junior Marvin y Al Anderson como guitarristas principales, Tyrone Downie y Earl "Wya" Lindo en teclados, y Alvin "Seeco" Patterson en la percusión. Los I Threes eran Rita Marley, Judy Mowatt y Marcia Griffiths.
Por lo general y con fines de marketing, las grabaciones se atribuye indistintamente a "Bob Marley", "The Wailers", o "Bob Marley & The Wailers".

## Discografía
- The Wailing Waileirs (1965)
- Soul Rebels (1970)
- Soul Revolution Part II (1971)
- Catch A Fire (1973)
- Natty Dread (1974)
- Live (1975)
- Rastaman Vibration (1976)
- Exodus (1977)
- Kaya (1978)
- Babylon by Bus (1978)
- Survival (1979)
- Uprising (1980)
- Confrontation (1983)
- Legend (1984)
- Talkin`Blues (1991)
- The legend Lives On (1995)
- In Dub Vol. 1 (2010)
- Live Forever (2011)
- Legend Remixed (2013)
- Uprising Live (2014)
- Easy Skanking Live Boston `78 (2015)